# Ford 1952
Ford 1952 – gama amerykańskich samochodów osobowych produkowanych pod amerykańską marką Ford w latach 1952–1954, obejmująca trzy bliźniacze modele klasy pełnowymiarowej (full-size car), niższego segmentu cenowego: Mainline, Customline i Crestline, produkowane w kilku odmianach i wersjach nadwoziowych. W toku produkcji samochody te przeszły modernizację w 1953 i 1954 roku, po czym w 1955 roku zostały zastąpione przez nową generację. Były to jedyne samochody produkowane przez amerykańskiego Forda w tych latach. Samochody te były produkowane także przez australijskie zakłady Forda do 1955 roku.

## Model 1952

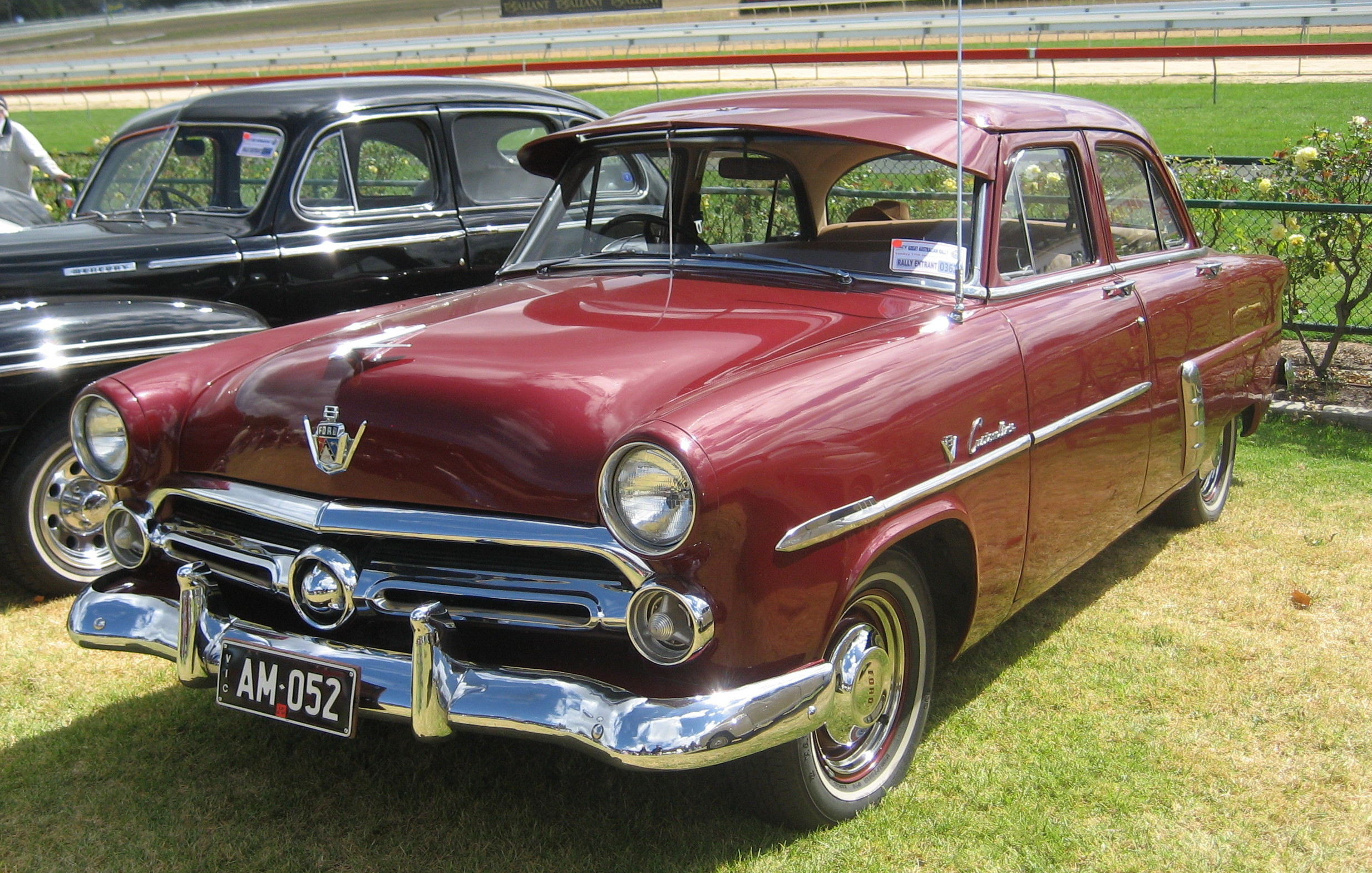
1952 Ford Customline Fordor Sedan

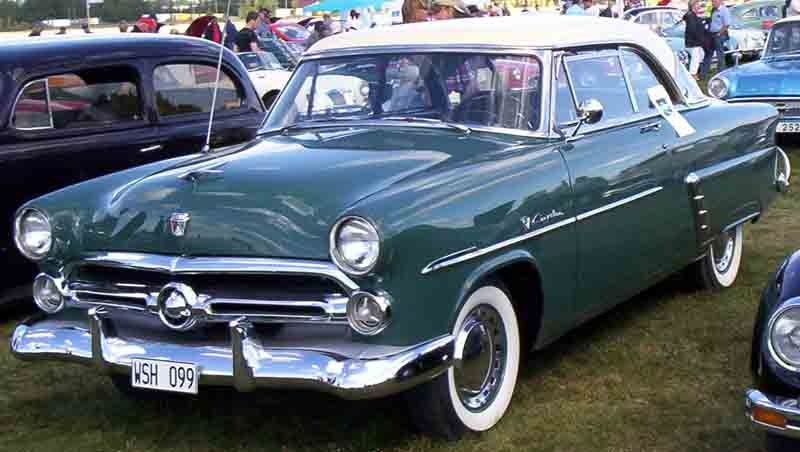
1952 Ford Crestline Victoria

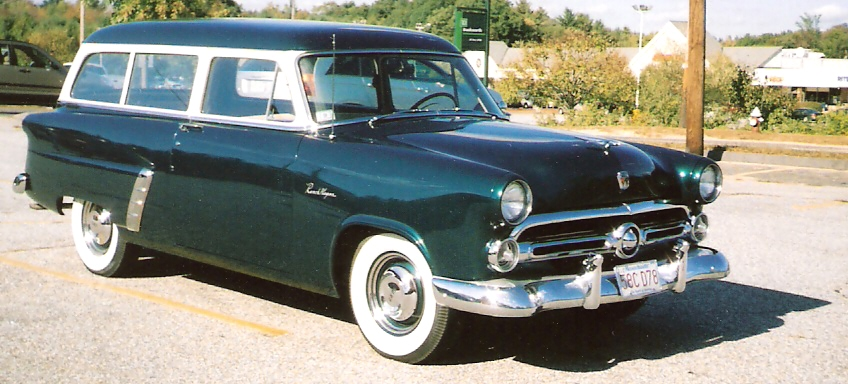
1952 Ford Mainline Ranch Wagon

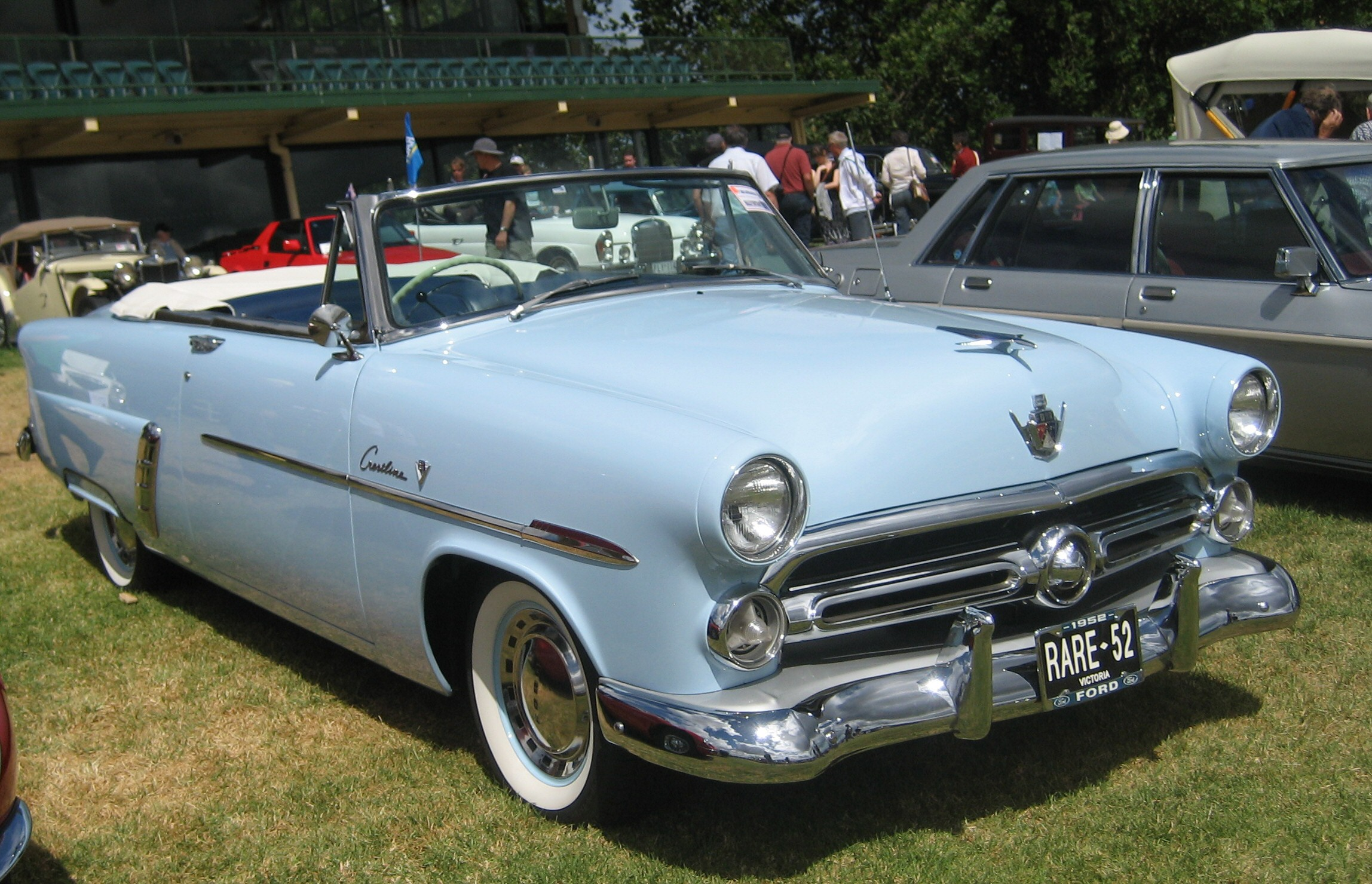
1952 Ford Crestline Sunliner

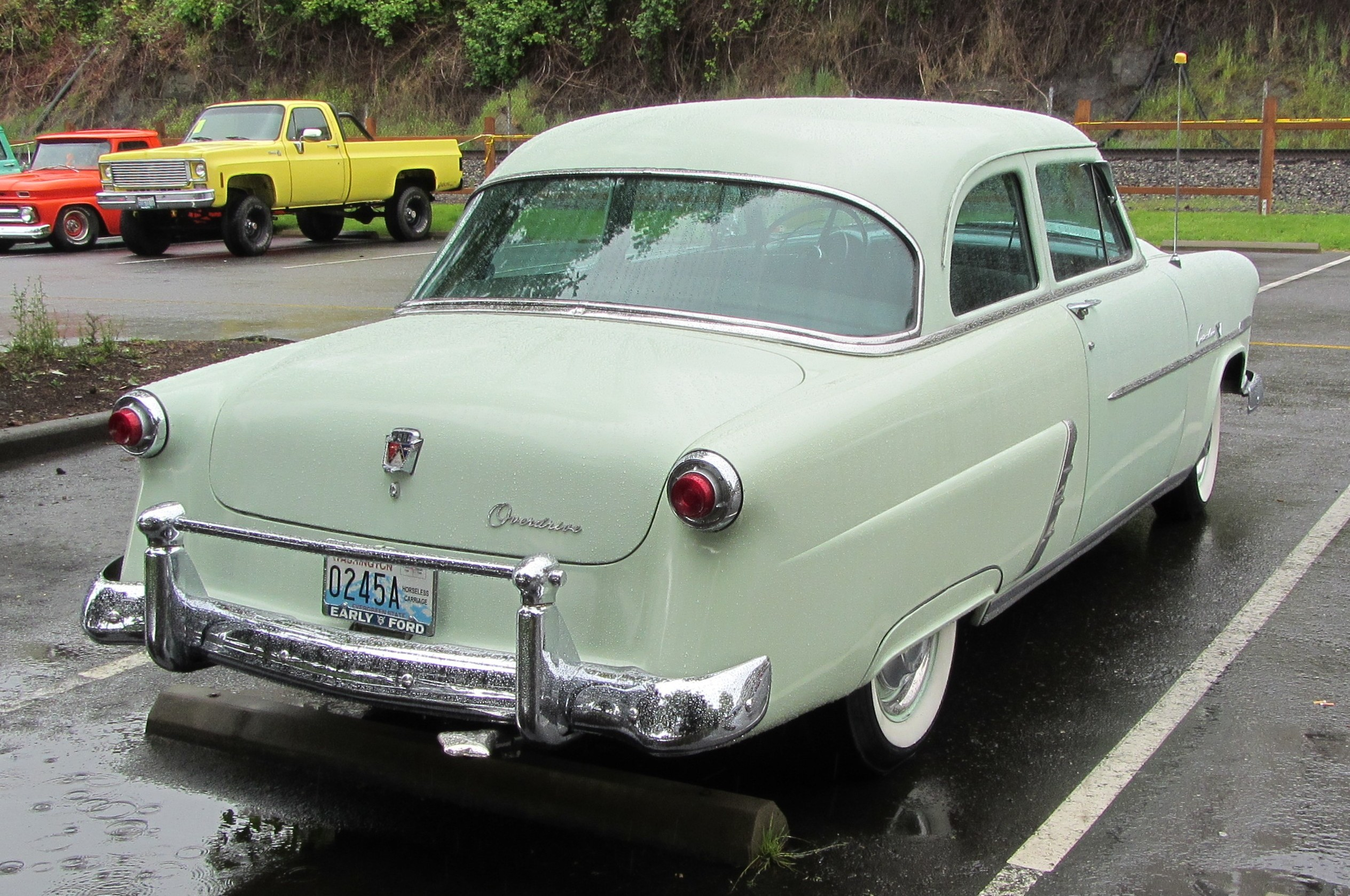
1952 Ford Customline Club Coupe

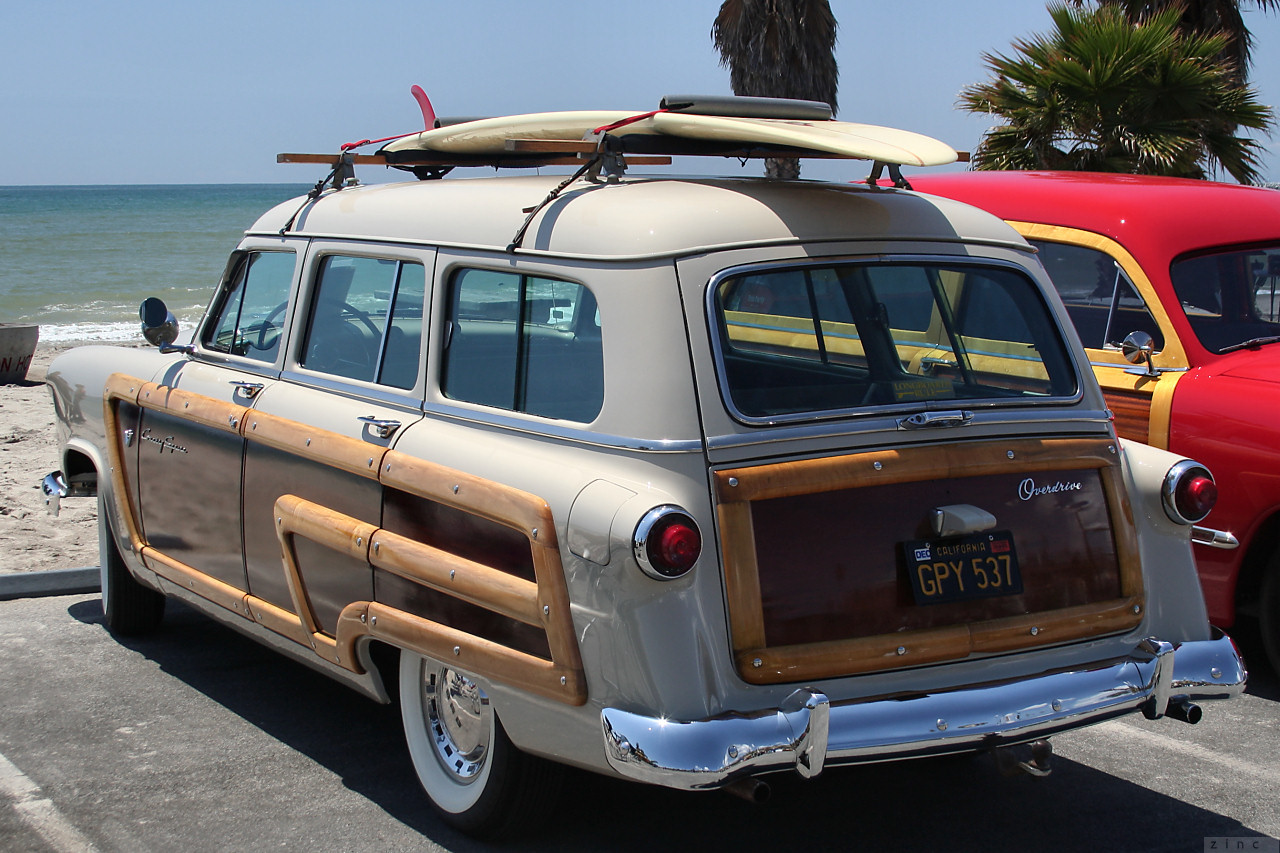
1952 Ford Crestline Country Squire

Nowa gama samochodów Forda została zaprezentowana 31 stycznia 1952 roku, zastępując poprzednią generację wywodzącą się z 1949 roku. W miejsce dotychczasowych dwóch modeli DeLuxe i Custom Deluxe wprowadzono trzy bliźniacze modele, o nowych nazwach: Mainline dla podstawowego modelu osobowego, Customline dla lepiej wykończonego modelu osobowego i Crestline dla bardziej ekskluzywnych odmian nadwoziowych. Wszystkie były tej samej wielkości, oparte na tym samym nadwoziu i ramie o rozstawie osi 115 cali (2921 mm). Podwozie, nadwozie i wnętrze było całkowicie nowe, natomiast układ napędowy został zmodernizowany w stosunku do modeli z 1949 roku.
Modele Forda z 1952 roku stanowiły dalszą ewolucję pontonowego nadwozia poprzedniego modelu, w stylu mody aerokosmicznej. Wyróżniały się panoramicznymi giętymi szybami z przodu i tyłu, polepszającymi widoczność. W stosunku do poprzednich modeli, maska stała się bardziej spłaszczona, a linie błotników przednich poprowadzone poziomo, z ostro zarysowanymi pojedynczymi reflektorami w górnej części błotników. Chromowana atrapa chłodnicy miała szeroką poziomą  belkę, z centralnym ozdobnym stożkiem, imitującym wlot powietrza w samolocie odrzutowym, oraz dwoma podobnymi stożkami po bokach, kryjącymi światła postojowe/kierunkowskazy. Belka ta miała ponadto podłużne szczeliny na środku, po bokach centralnego stożka. Na masce umieszczono chromowaną ozdobę w formie stylizowanego samolotu z dość długimi skośnymi skrzydłami. Zderzak przedni był zagięty na boki i sięgał po wnęki kół. Boczne panele były stosunkowo płaskie, poza mało wystającymi imitacjami błotników tylnych kół (częściowo zakrytych). Na przedniej krawędzi tylnych błotników znajdowały się cztery wytłoczenia, imitujące wloty powietrza (pokryte chromowanymi ozdobami w modelach Customline i Crestline). Okrągłe wystające lampy tylne na przedłużeniu górnych krawędzi błotników stanowiły zaczątki tylnych płetw – po raz pierwszy w modelach Forda. Linia bagażnika łagodnie opadała między lampami. Modele Customline i Crestline miały prostą listwę ozdobną na bokach przednich błotników i drzwi. Po bokach przednich błotników była nazwa modelu zapisana pisanką oraz ewentualnie znaczek „V8”. Bardziej przestronne w stosunku do poprzednich modeli było wnętrze, z nowym zestawem wskaźników. Nadwozia były oparte na ramie nośnej; zawieszenie przednie było niezależne na wahaczach poprzecznych i sprężynach śrubowych, zawieszenie tylne zależne, ze sztywną osią napędową na resorach półeliptycznych. Wlew paliwa był umieszczony z tyłu pośrodku, za odchylaną tablicą rejestracyjną, co było zaletą przy tankowaniu z obu stron.
Gamę nadwozi i modeli stanowiły pierwotnie:
- Mainline:
  - Mainline Tudor Sedan – 2-drzwiowy sześciomiejscowy sedan (tudor)
  - Mainline Fordor Sedan – 4-drzwiowy sześciomiejscowy sedan
  - Mainline Business Coupe – 2-drzwiowe trzymiejscowe coupé
  - Mainline Ranch Wagon – 3-drzwiowe sześciomiejscowe kombi
- Customline:
  - Customline Tudor Sedan – 2-drzwiowy sześciomiejscowy sedan (tudor)
  - Customline Fordor Sedan – 4-drzwiowy sześciomiejscowy sedan
  - Customline Club Coupe – 2-drzwiowe sześciomiejscowe coupé
  - Customline Country Sedan – 5-drzwiowe ośmiomiejscowe kombi (ang. station wagon)
- Crestline:
  - Crestline Victoria – 2-drzwiowy sześciomiejscowy hardtop
  - Crestline Sunliner – 2-drzwiowy sześciomiejscowy kabriolet (ang. convertible)
  - Crestline Country Squire – 5-drzwiowe ośmiomiejscowe kombi (z drewnianymi ozdobnymi nakładkami na bokach)

Wersje coupé miały taki sam profil dachu i tylnej szyby, jak sedany, natomiast odróżniały się od dwudrzwiowych sedanów niewiele krótszą kabiną i tylnymi słupkami przesuniętymi nieco do przodu. Ford Mainline Business Coupe miał za przednią kanapą wewnątrz dodatkowe miejsce na bagaż i był polecany zwłaszcza dla przedstawicieli handlowych. Samochód był chwalony za obszerne wnętrze, dużo miejsca na nogi i nad głową; szerokość kanapy z przodu i tyłu wynosiła 150 cm.
Stosowano dwa silniki:
- 6-cylindrowy R6 (Six) OHV Mileage Maker – poj. 215 cali sześciennych (3,5 l), stopień sprężania 7,0, moc 101 KM[a].
- 8-cylindrowy V8 L-head Strato-Star – poj. 239 cali sześciennych (3,9 l), stopień sprężania 7,2, moc 110 KM.

Modele Mainline i Customline były dostępne standardowo z silnikiem 6-cylindrowym, a V8 był opcjonalny (75$), natomiast Crestline miał tylko silnik V8. Silnik 6-cylindrowy był nową górnozaworową konstrukcją, dolnozaworowy V8 był ulepszony w stosunku do poprzedniego roku, o zwiększonym stopniu sprężania i mocy. W standardzie we wszystkich modelach była 3-biegowa mechaniczna skrzynia biegów, opcją była skrzynia z nadbiegiem (110$) lub automatyczna Fordomatic (184$). Silnik 6-cylindrowy w praktyce zapewniał niewiele niższą prędkość niż starszy V8, oraz nawet lepsze przyspieszenie. Przyspieszenie według testów dla wersji Six z skrzynią automatyczną wynosiło 16,2 s do 97 km/h, czas startu na 400 m (¼ mili) 21 s, a prędkość maksymalna ok. 140 km/h.
W 1952 roku modelowym wyprodukowano w USA 671 733 samochodów osobowych Ford, co dawało 17% udziału w rynku (z tego prawie 60% stanowił model Customline). Głównymi konkurentami z taniego segmentu rynku amerykańskiego były marki Chevrolet i Plymouth, które swoje nowe generacje samochodów zaprezentowały dopiero w kolejnym roku. Mimo jednak wyprzedzenia głównego rywala – Chevroleta o rok z wprowadzeniem całkiem nowych i nowocześniej stylizowanych modeli samochodów, Ford wyprodukował ich mniej w tym roku modelowym, zajmując drugie miejsce na rynku. Ceny bazowe wynosiły od 1526 dolarów za Mainline Business Coupe przez 1769 dolarów za Customline Fordor Sedan i 2104 dolary za Crestline Victoria do 2384 dolarów za kombi Country Squire. Produkowano je w 15 fabrykach w USA, w Dearborn, Chester, Atlancie, Buffalo, Chicago, Dallas, Edgewater, Kansas City, Long Beach, Louisville, Memphis, Norfolk, Richmond, Somerville i Saint Paul.
W ankiecie „Popular Mechanics”, 52% użytkowników Forda Six i 50% Forda V8 oceniło je jako doskonałe, a 34% i 41% jako dobre. Wśród głównych wymienianych zalet były: widoczność z kabiny i stylistyka, a główną wadą była jakość montażu i spasowania części (hałasy). Przeciętne zużycie paliwa w ruchu pozamiejskim według użytkowników wynosiło ok. 12 l/100 km/h, z niewielkimi różnicami dla obu silników, a z nadbiegiem ok. 11 l/100 km/h.

## Model 1953
Modele Forda na 1953 rok zaprezentowano 12 grudnia 1952 roku. Zmiany były kosmetyczne i dotyczyły atrapy chłodnicy, ozdób i wystroju wnętrza. Chromowana atrapa chłodnicy została poszerzona i otrzymała zupełnie inną poziomą belkę z centralną ozdobą, która nie imitowała wlotu powietrza, lecz kołpak śmigła, a belka była karbowana po obu stronach kołpaka, przypominając śmigło. Brak było bocznych stożków, a prostokątne światła postojowe/kierunkowskazy umieszczono osobno, pod centralną belką. Zmieniła się nieco ozdoba na masce, otrzymując krótsze „skrzydła”, zakończone stylizowanymi opływowymi zbiornikami paliwa. Modele Customline i Crestline, oprócz listwy ozdobnej na bokach przednich błotników i drzwi, otrzymały położoną niżej listwę na bokach tylnych błotników. Nazwa modelu tym razem była wygrawerowana na przedniej spłaszczonej części górnej listwy ozdobnej. Niewielkiej zmianie uległy okrągłe światła z tyłu, a na klapie bagażnika pojawił się ozdobny uchwyt do otwierania (wcześniej go nie było). Marka Ford obchodziła w tym roku 50-lecie, stąd pośrodku kierownicy samochody te miały znak firmowy otoczony napisem okolicznościowym: „50th Anniversary 1903-1953”.
Wersje nadwoziowe i silniki pozostały takie same, jak w poprzednim roku. Pod koniec roku wprowadzono jako opcję wspomaganie kierownicy na samochodach z silnikiem V8.
W 1953 roku modelowym wyprodukowano aż 1 247 540 samochodów (więcej o prawie 86%), co dało Fordowi 20,47% udziału w rynku, aczkolwiek ponownie nie zdołano  pokonać Chevroleta, który wprowadził nową generację modeli i również zanotował wzrost sprzedaży. Przy tym, ceny bazowe samochodów wzrosły minimalnie od poprzedniego roku. Ponownie większość – ponad 61% stanowił model Customline, z czego najpopularniejszy był czterodrzwiowy sedan.

## Model 1954

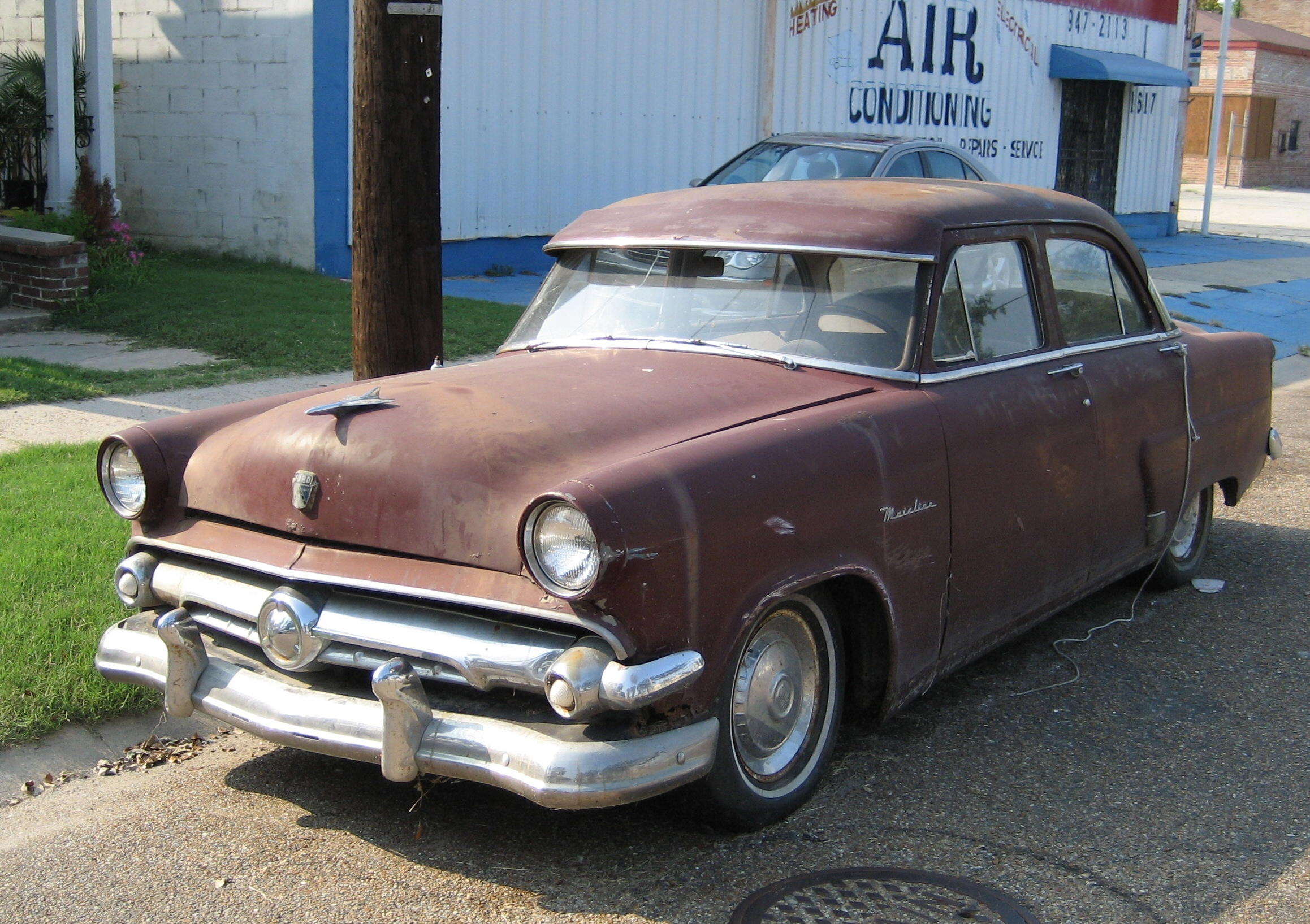
1954 Ford Mainline Fordor

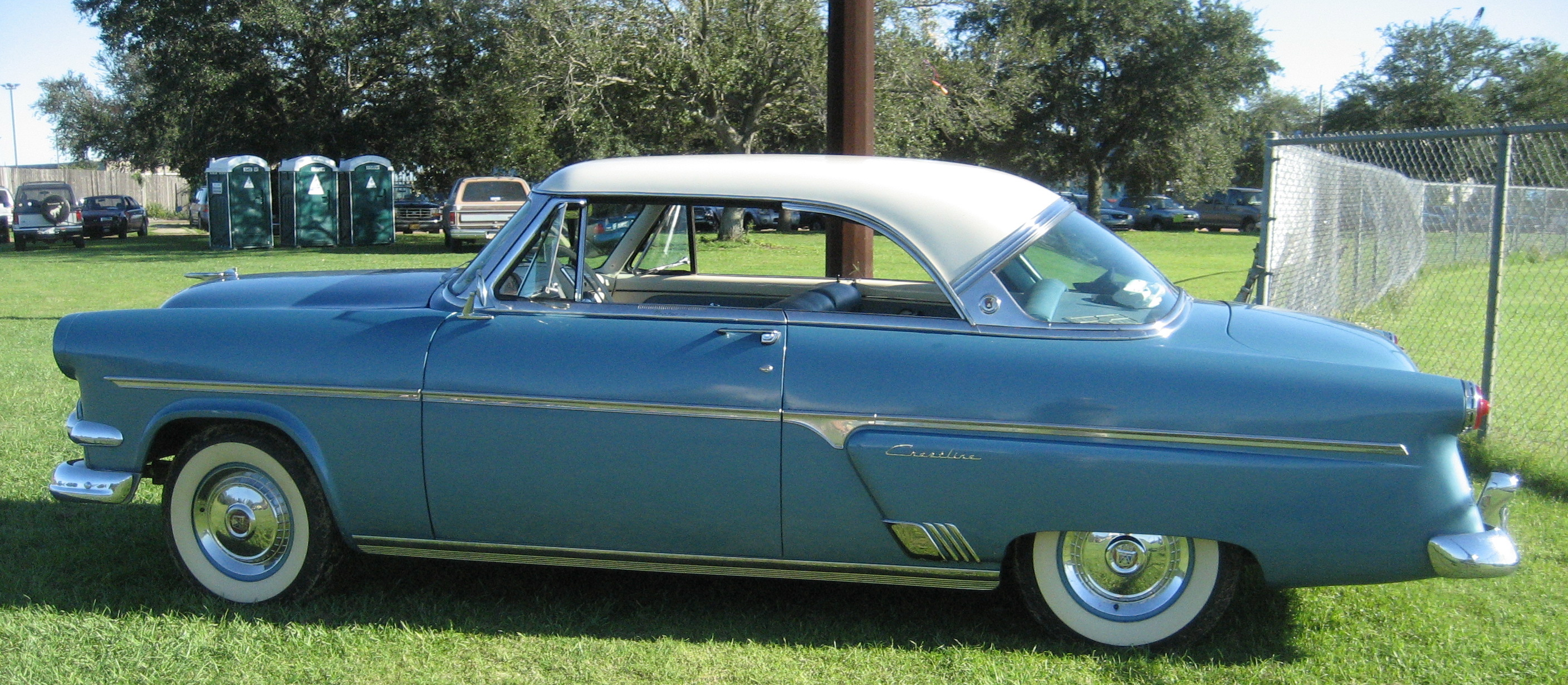
1954 Ford Crestline Victoria Hardtop

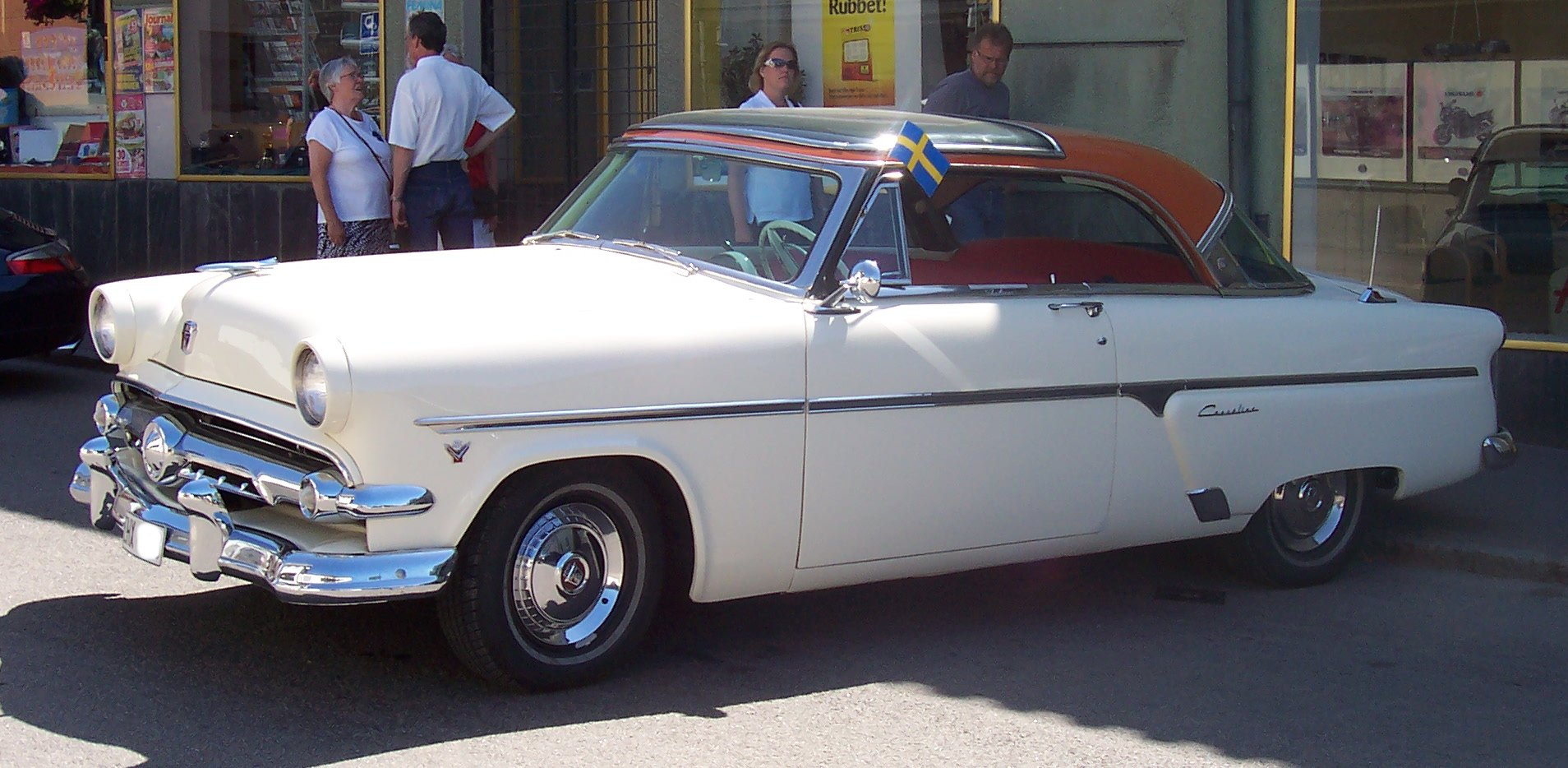
1954 Ford Crestline Skyliner Hardtop

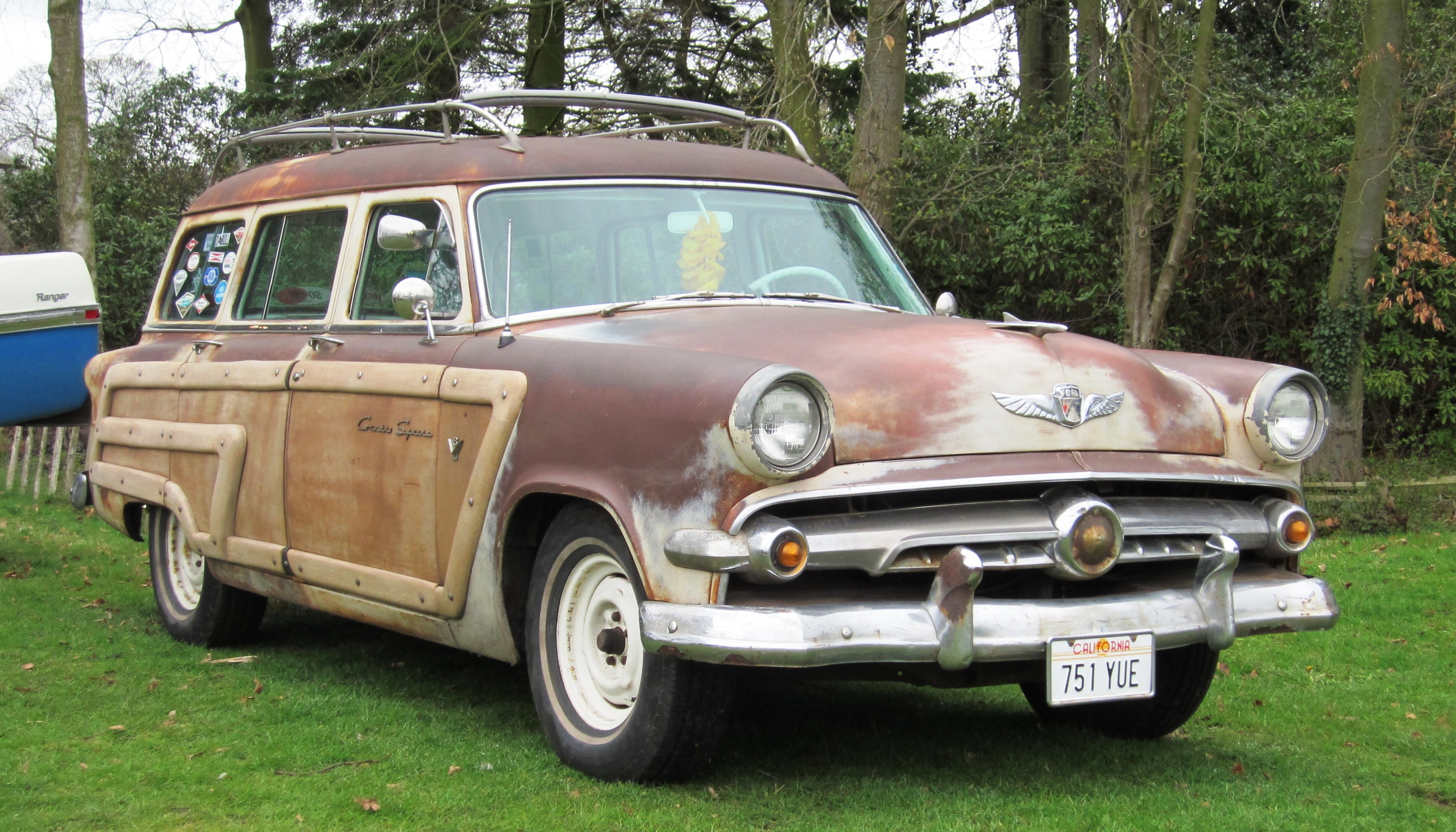
1954 Ford Crestline Country Squire

Większe zmiany, niż w poprzednim roku, wprowadzono w modelach Forda zaprezentowanych 6 stycznia 1954 roku. Ponownie zmieniono ozdoby i atrapę chłodnicy, powracając do wariacji na temat trzech imitacji stożków wlotowych na poziomej belce, lecz z inną, rozszczepioną centralną belką. Kierunkowskazy umieszczono ponownie w imitacjach stożków pod reflektorami, lecz mniejszych, niż dwa lata temu, a atrapa chłodnicy sięgała na całą szerokość pasa przedniego. Ponownie zmieniła się ozdoba na masce w formie stylizowanego samolotu, która obecnie miała trójkątne krótkie skrzydełka (w układzie delty) i trójkątny statecznik pionowy. Z przednich krawędzi przetłoczeń błotników tylnych usunięto imitacje wlotów powietrza, a tylne lampy nieco powiększono. Listwy boczne modeli Customline i Crestline otrzymały nową formę – prostą, ciągnącą się na całą długość nadwozia, z „zębem" na wysokości przetłoczeń błotników tylnych. We wnętrzu wprowadzono nową deskę przyrządów, z prędkościomierzem Astra-Dial wystającym ponad deskę, z półkolistą przezroczystą skalą, podświetlaną przez światło padające przez przednią szybę.
Większe zmiany dotyczyły części mechanicznej – przede wszystkim wprowadzono ulepszone przednie zawieszenie na przegubach kulowych, które polepszyło prowadzenie się (po raz pierwszy w samochodach z taniego segmentu rynku amerykańskiego). Spowodowało to zwiększenie rozstawu osi o pół cala, do 115,5 cala (2934 mm). W wyposażeniu opcjonalnym pojawiło się m.in. wspomaganie kierownicy i hamulców. Wprowadzono również nowy górnozaworowy silnik V8, o tej samej pojemności, lecz wyższej mocy i lepszym spalaniu i kulturze pracy, oraz ulepszony silnik 6-cylindrowy, o zwiększonej pojemności i mocy, który obecnie był standardową jednostką we wszystkich modelach:
- 6-cylindrowy R6 (Six) OHV Mileage Maker – poj. 223 cali sześciennych (3,65 l), stopień sprężania 7,2, moc 115 KM[a].
- 8-cylindrowy V8 OHV – poj. 239 cali sześciennych (3,9 l), stopień sprężania 7,2, moc 130 KM.

Gama modeli i odmian pozostała taka, jak poprzednio, z tym, że pojawiły się trzy dalsze odmiany:
- Customline:
  - Customline Ranch Wagon – 3-drzwiowe sześciomiejscowe kombi
- Crestline:
  - Crestline Fordor Sedan – 4-drzwiowy sześciomiejscowy sedan
  - Crestline Skyliner Hardtop – 2-drzwiowy sześciomiejscowy hardtop z przezroczystą częścią dachu

W 1954 roku modelowym wyprodukowano 1 165 942 samochodów Forda, co dało udział w rynku 24,13% i pozwoliło uzyskać pierwsze miejsce sprzedaży przed Chevroletem. Ceny bazowe większości modeli nieznacznie wzrosły, lecz w przypadku najdroższych wersji je obniżono i wynosiły obecnie od 1548 dolarów za Mainline Business Coupe przez 1793 dolary za Customline Fordor Sedan i 2055 za Crestline Victoria hardtop, do 2339 dolarów za kombi Country Squire.
W listopadzie 1954 roku modele Forda wywodzące się z 1952 roku zostały zastąpione przez nową generację modeli na 1955 rok.

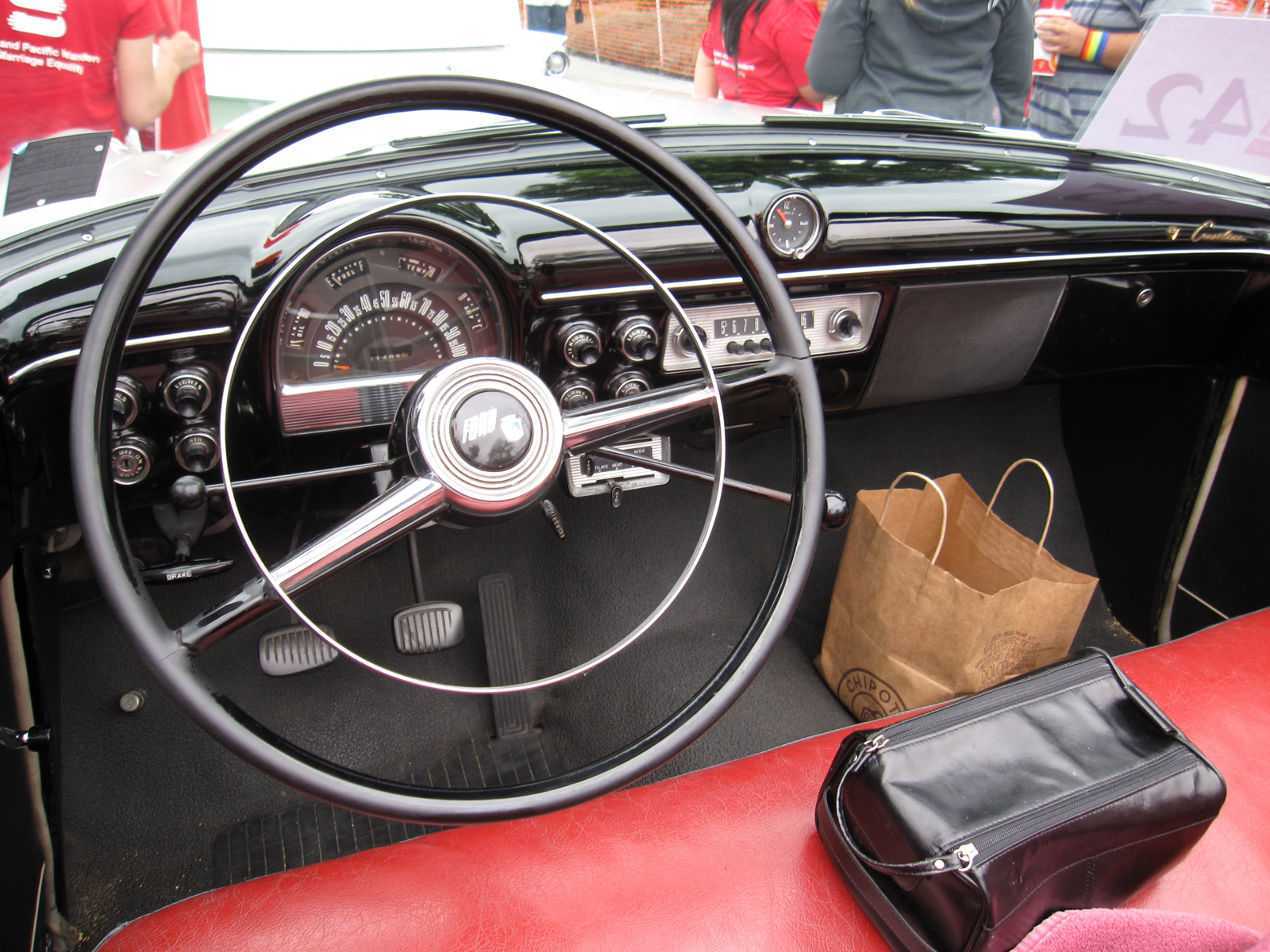
Wnętrze z 1952 (Ford Crestline Sunliner)
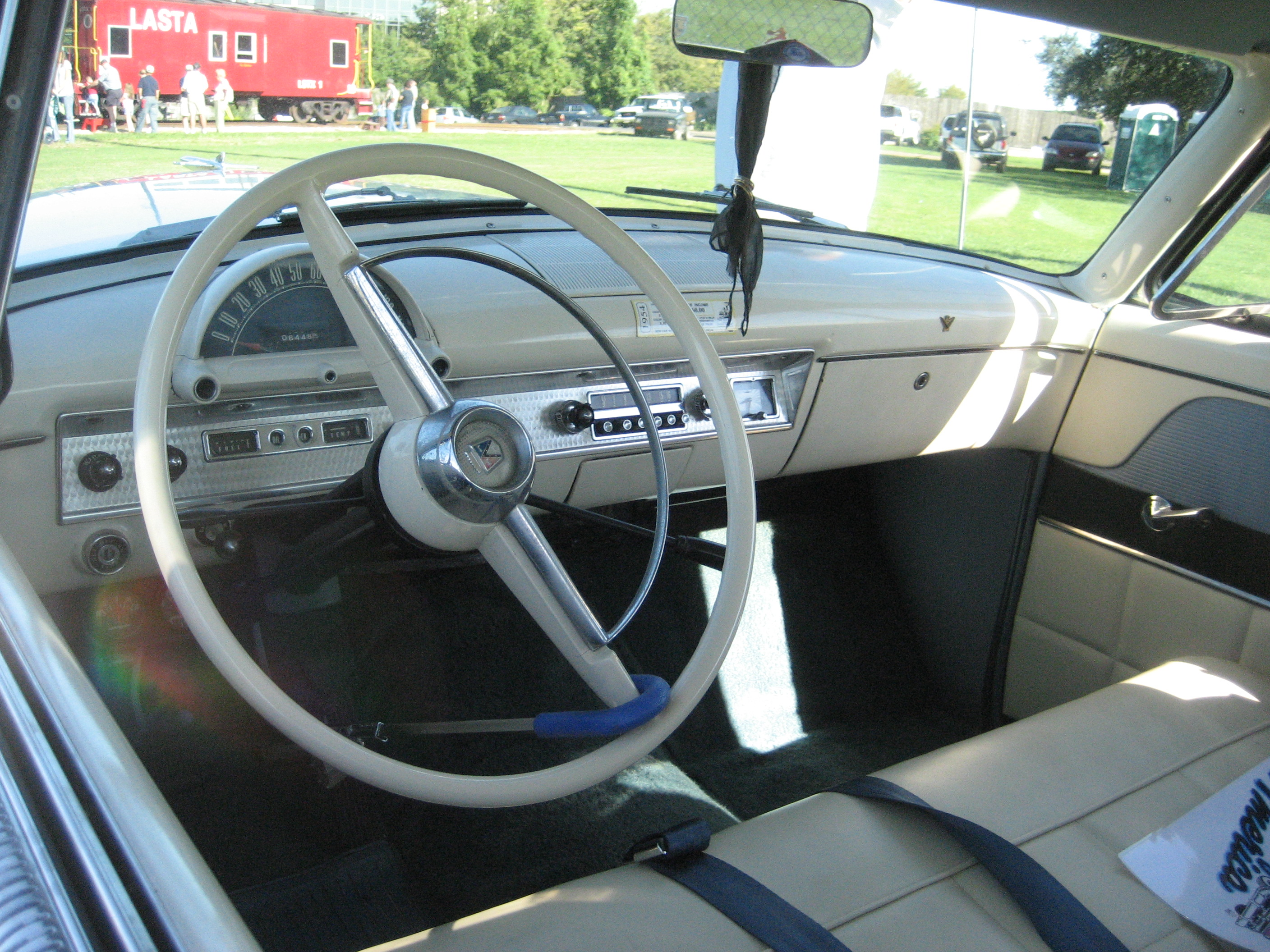
Wnętrze z 1954 (Ford Crestline Victoria)
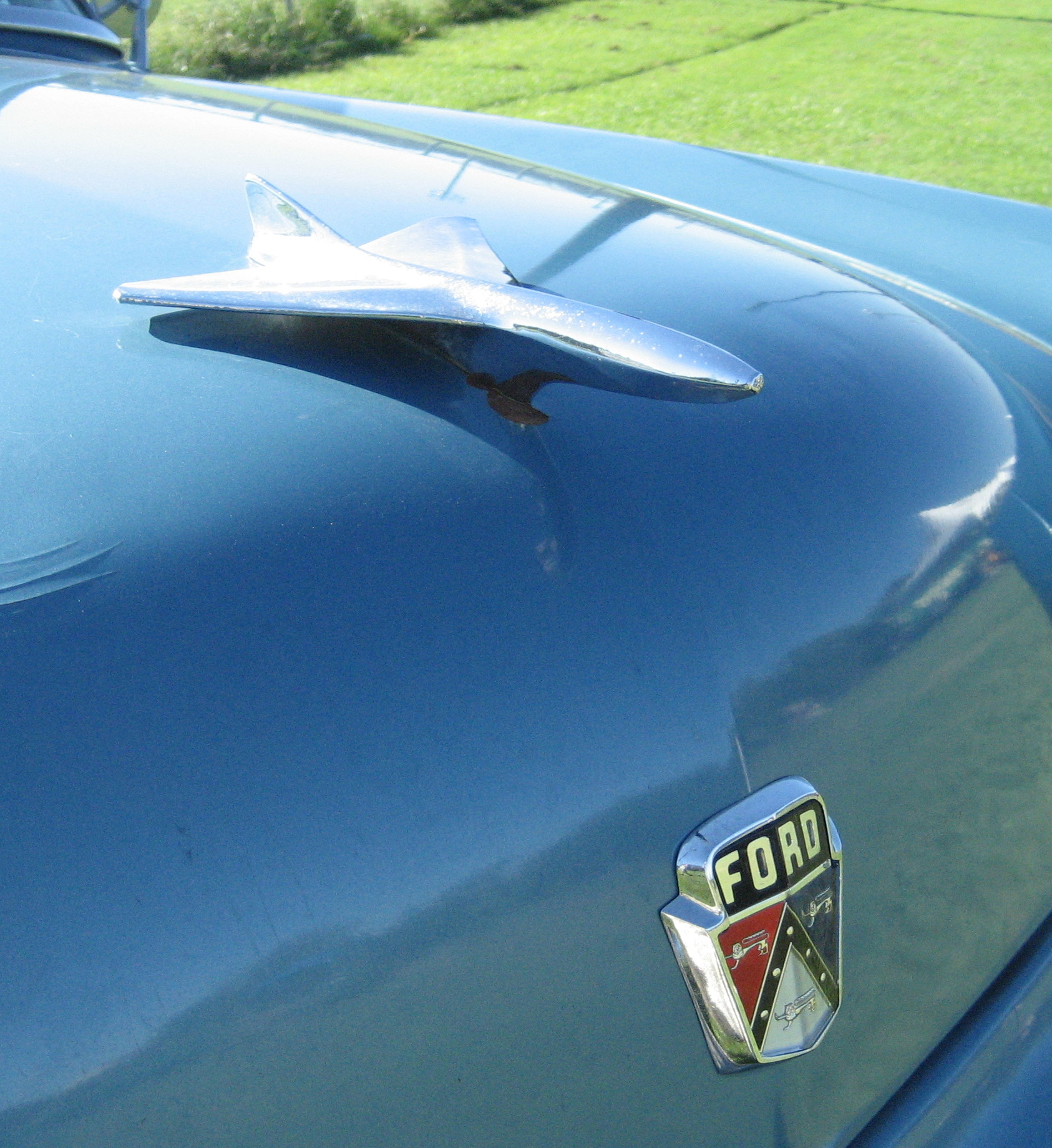
Ozdoba na masce Forda Crestline Victoria z 1954
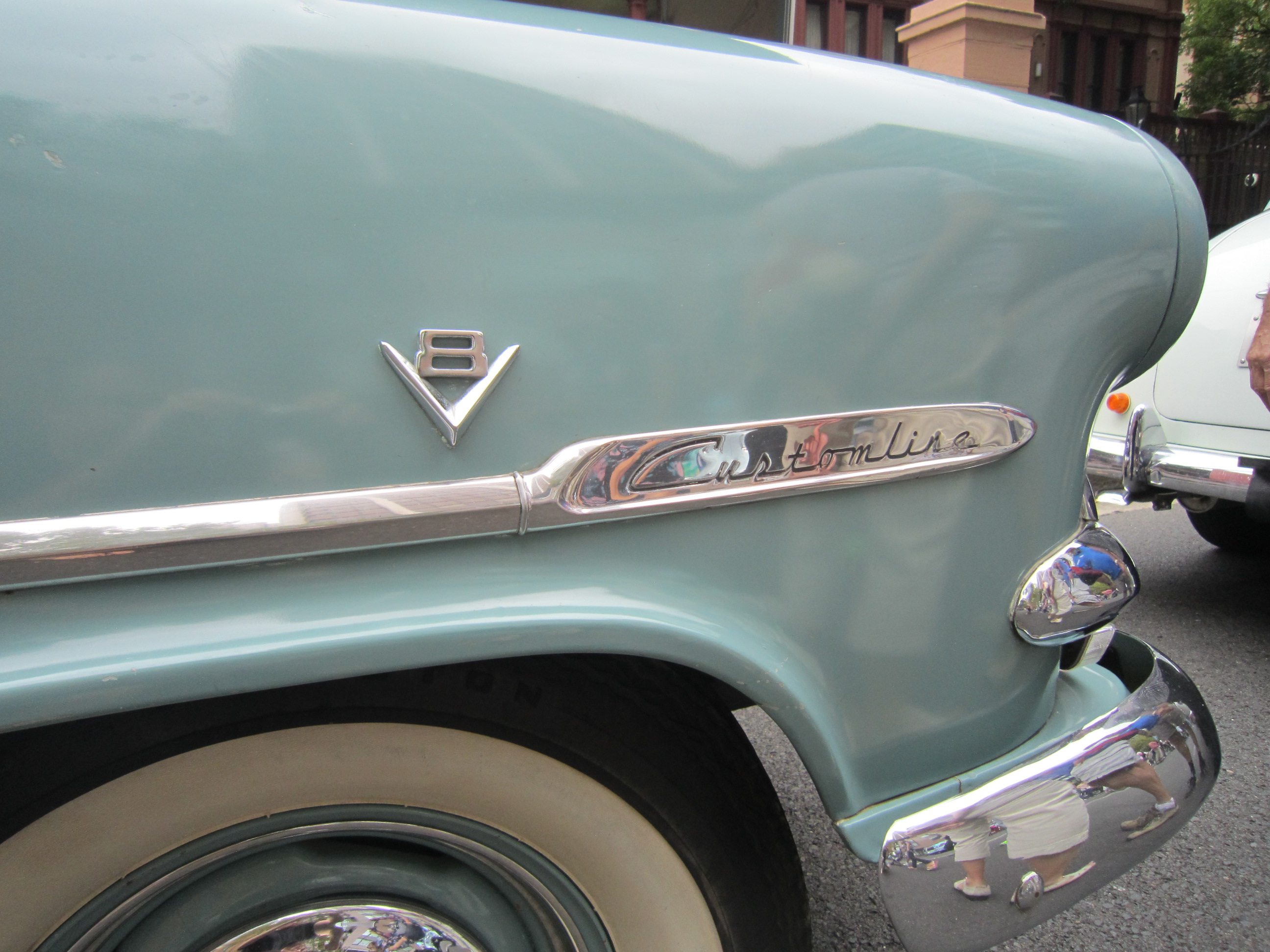
Detal Forda Customline V8 (1953)

## Inne rynki

### Australia

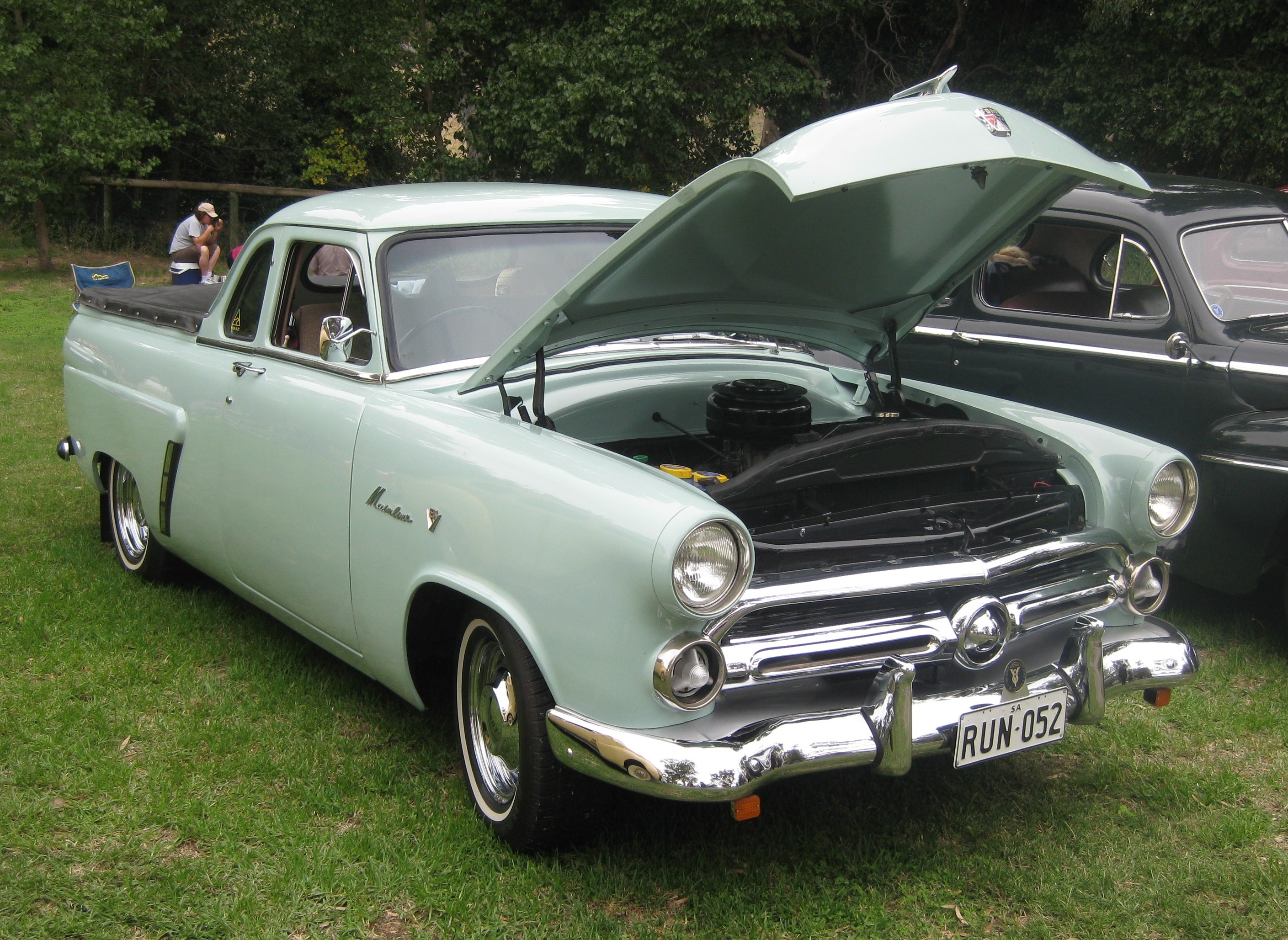
Ford V8 Mainline Coupe Utility 1952

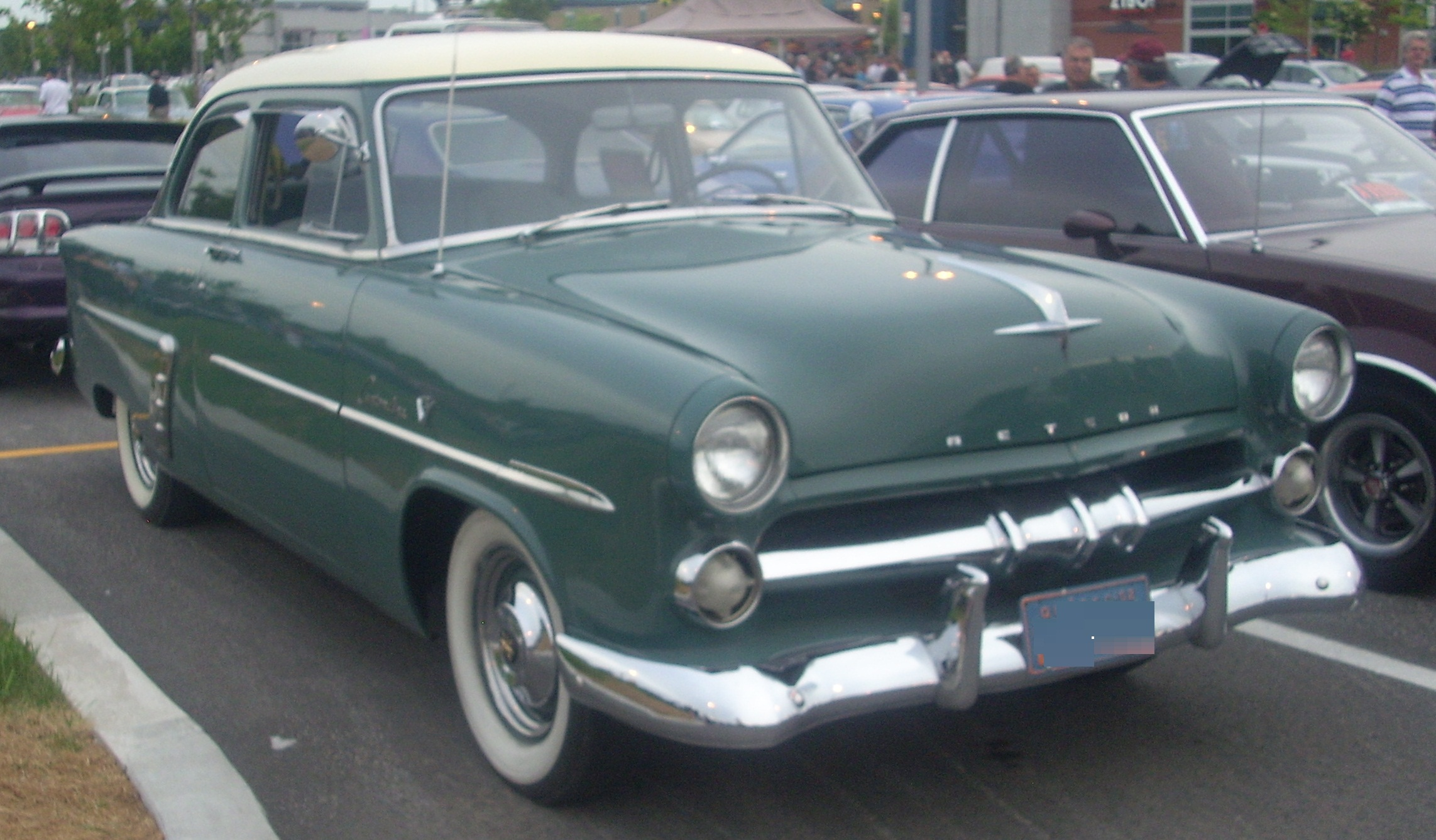
1952 Meteor Customline V8

Modele analogiczne do amerykańskich były produkowane od 1952 także przez australijskie zakłady Forda, na tamtejsze rynki, przechodząc modernizacje w 1953 i 1954 roku i utrzymując się w produkcji do 1955 roku. Podstawowym modelem był Customline, a ponadto opracowano specjalnie na rynek australijski sportowy pick-up (określany jako coupé utility) i noszący tam nazwę Mainline. Napęd stanowił przez cały okres produkcji silnik dolnozaworowy V8. Od amerykańskich modele te odróżniały się przystosowaniem do ruchu lewostronnego (z kierownicą po prawej stronie).

### Kanada
W Kanadzie, oprócz amerykańskich modeli Forda, sprzedawane były analogiczne modele w sieci dealerskiej Mercurego, wytwarzane pod lokalną marką Meteor, odróżniające się detalami oraz stylistyką przedniego pasa. W latach 1952–1953 montowano w Kanadzie modele Meteor Mainline, Customline i Crestline, od 1954 nazwane odpowiednio:  Meteor, Meteor Niagara i Meteor Rideau. W 1955 roku wprowadzono modele Meteor kolejnej generacji.